# Hermann Lux (Fußballspieler)
Hermann Lux (* 20. September 1893 in Berlin; † 3. Januar 1962) war ein deutscher Fußballspieler.

## Karriere

### Vereine
Lux trat fußballerisch zum ersten Mail bei Union 08 Kiel in Erscheinung, ehe er in der Saison 1922/23 für Union Oberschöneweide im Verband Brandenburgischer Ballspielvereine spielend auf sich aufmerksam machte. Nachdem er das Rundenturnier der Gruppe A, bestehend aus zehn Mannschaften, nach Hin- und Rückspiel mit seiner Mannschaft als Erster abschließen konnte, gewann er mit ihr auch das Finale der Berliner Meisterschaft mit 4:2 über den Sieger der Gruppe 2 Vorwärts 90 Berlin nach Hin- und Rückspiel. Damit war er mit seiner Mannschaft für die Endrunde um die Deutscher Meisterschaft qualifiziert, in der er in drei Spielen zwei Tore erzielte, jedoch das Finale am 10. Juni 1923 in Berlin mit 0:3 gegen den Hamburger SV verlor.
Von 1923 bis 1932 war der dann für den Berliner Tennis-Club Borussia aktiv. In den Spielzeiten 1927/28, 1928/29, 1929/30 errang er mit seiner Mannschaft jeweils den Gruppensieg, unterlag jedoch jeweils im Finale Hertha BSC; so auch 1930/31 als die Gruppe B im Bezirk Berlin-Brandenburg gewonnen wurde. Nur in seiner letzten Saison gewann er dann die Finalrunde des VBB. Für die Berliner bestritt er zudem fünf Endrundenspiele um die Deutsche Meisterschaft, jeweils das Achtelfinale und einmal das Viertelfinale.

### Nationalmannschaft
Lux bestritt drei Länderspiele für die A-Nationalmannschaft, wobei er am 31. August 1924 bei der 1:4-Niederlage im Test gegen die Nationalmannschaft Schwedens in Berlin debütierte. Seine Nominierung war der Tatsache geschuldet, dass die Spieler des 1. FC Nürnberg und der SpVgg Fürth nicht gemeinsam auf dem Platz stehen wollten und somit die Stammbesetzung der Nationalmannschaft fehlte. Seine letzten beiden Einsätze im Trikot des DFB hatte er im Jahr 1925, am 29. März in Amsterdam bei der 1:2-Niederlage gegen die Nationalmannschaft der Niederlande und am 26. Juni in Helsinki beim 5:3-Sieg über die Nationalmannschaft Finnlands.
Zum 1. Mai 1933 trat Lux der NSDAP bei (Mitgliedsnummer 3.079.421), er war auch Blockwart der Partei.

## Erfolge
- Zweiter der Deutschen Meisterschaft 1923
- Berliner Meister 1923, 1932